# Vịnh Shark
Vịnh Shark hay Vịnh Cá Mập là khu vực vịnh nằm ở vùng Gascoyne, Tây Úc. Nó có diện tích 2.200.902 hécta (5.438.550 mẫu Anh), nằm cách thành phố Perth 800 kilômét (500 mi) về phía bắc, trên điểm cực tây của lục địa Úc. Vùng biển, đảo và bán đảo của Vịnh Shark được UNESCO công nhận là Di sản thế giới từ năm 1991 như là khu vực có một số đặc điểm tự nhiên đặc biệt, bao gồm một trong những thảm cỏ biển lớn nhất và đa dạng nhất trên thế giới. Tuy nhiên, nó lại nổi tiếng nhất với những cấu trúc đá bồi tụ hóa sinh phân tầng Stromatolit, được cho là hóa thạch cung cấp lưu trữ cổ về sự sống trên Trái Đất lâu đời nhất, có thể có niên đại từ 3,7 tỷ năm trước. Ngoài ra, khu vực vịnh biển này còn được biết đến với sinh vật biển phong phú bao gồm một số lượng lớn Cá cúi và là nơi ẩn náu quan trọng cho một số loài bị đe dọa trên toàn cầu khác.

## Lịch sử
Khu vực được cho là đã được chiếm đóng bởi những người Thổ dân châu Úc kéo dài tới 22.000 năm trước. Vào thời điểm đó, phần lớn diện tích khu vực này là đất khô, mực nước biển dâng cao làm ngập vịnh Shark trong khoảng từ 8000-6000 năm trước. Một số lượng đáng kể các địa điểm cư trú của thổ dân đã được tìm thấy, đặc biệt là trên Bán đảo Peron và đảo Dirk Hartog, nơi cung cấp bằng chứng về một số thực phẩm được thu thập từ vùng biển và vùng đất gần đó.
Một đoàn thám hiểm do Dirk Hartog dẫn đầu đã đến khu vực vào năm 1616, trở thành nhóm người châu Âu thứ hai được biết đã đến thăm Úc. Người trước đó là Willem Janszoon cùng phi hành đoàn trên tàu Duyfken đến Bán đảo Cape York vào năm 1606. Cái tên của nó được đặt bởi nhà thám hiểm người Anh William Dampier vào ngày 7 tháng 8 năm 1699.

## Mô tả

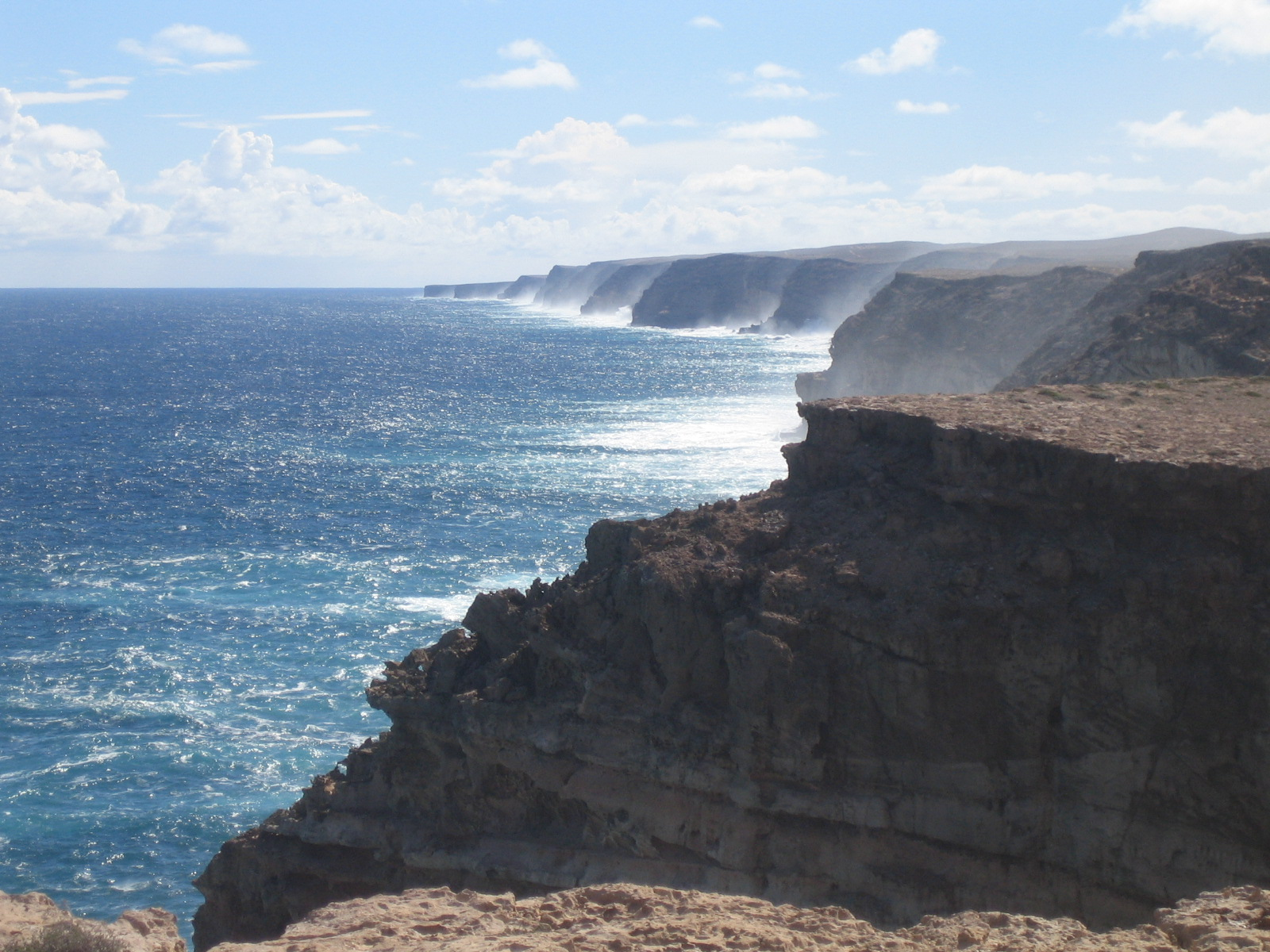
Vách đá Zuytdorp

Được tuyên bố là Di sản thế giới vào năm 1991, khu vực này có diện tích 2.200.902 hécta (5.438.550 mẫu Anh), trong đó 70% diện tích là biển. Nó bao gồm nhiều khu vực được bảo vệ và khu bảo tồn là Công viên biển Vịnh Shark, Vườn quốc gia Francois Peron, Khu bảo tồn thiên nhiên biển Hamelin Pool, Khu bảo tồn thiên nhiên Zuytdorp và nhiều hòn đảo được bảo vệ. Hai thị trấn nằm trong khu vực này là Denham và Useless Loop nhưng không nằm trong danh sách Di sản thế giới. Vịnh Shark cũng chính là địa điểm đầu tiên của Úc được công nhận là Di sản thế giới.

### Địa hình
Khu vực vịnh có diện tích 1.300.000 hécta (3.200.000 mẫu Anh) với độ sâu trung bình là 9 mét (30 ft). Nó bị chia cắt bởi nhiều bờ đất nông và bên trong cũng có nhiều đảo và bán đảo. Đường bờ vịnh dài 1.500 kilômét (930 mi), trong đó có khoảng 300 kilômét (190 mi) của vách đá vôi nằm bên bờ vịnh. Một đoạn ngoạn mục nhất được gọi là Vách đá Zuytdorp. Vịnh Shark nằm trong vùng chuyển tiếp giữa ba vùng khí hậu chính và giữa hai phạm vi thực vật chính.
Đảo Dirk Hartog có ý nghĩa lịch sử khi là nơi các nhà thám hiểm đầu tiên đặt chân lên khi đến đây. Vào năm 1616, Dirk Hartog đã đặt chân lên phía bắc của hòn đảo và đánh dấu khám phá của mình bằng một tấm thiếc có ghi ngày tháng và đóng đinh vào một cột. Tấm này sau đó được thay thế bởi Willem de Vlamingh và trở về Hà Lan, và bây giờ nó được lưu giữ tại Bảo tàng Quốc gia Hà Lan. Một bản sao của nó được trưng bày tại Denham.
Góc tây bắc của khu vực là hai hòn đảo Bernier và Dorre là một trong những môi trường sống cuối cùng còn lại của động vật có vú Úc bị đe dọa tuyệt chủng. Những hòn đảo này không có động vật hoang dã sinh sống nên là nơi trú ẩn an toàn trong môi trường nguyên sơ để khôi phục các loài đang bị đe dọa trên đất liền. Cơ quan Bảo tồn động vật hoang dã Úc là đơn vị quản lý Đảo Faure, ngoài khơi Monkey Mia. Theo mùa, những con Rùa biển đến đây làm tổ và là đối tượng nghiên cứu, bảo tồn của Sở Môi trường và Bảo tồn Tây Úc

### Động thực vật
Vịnh Shark là nơi có tầm quan trọng trong việc bảo tồn các loài động vật biển lớn. Đây là nơi sinh sống của Cá heo mũi chai Ấn Độ Dương và khoảng 10.000 con cá cúi, chiếm 12,5% số lượng loài trên toàn thế giới. Nó cũng là nơi hỗ trợ môi trường sống cho 26 loài động vật có vú bị đe dọa ở Úc, hơn 230 loài chim, 323 loài cá và 150 loài bò sát. Một số loài đáng chú ý nhất tại đây gồm Cá voi lưng gù, Cá voi trơn phương nam, Cá voi Bryde, Rùa Quản Đồng, Đồi mồi dứa và Cá mập voi.
Vịnh Shark được biết đến là nơi có diện tích cỏ biển lớn, với hơn 480.000 hécta (1.200.000 mẫu Anh). Nó bao gồm thảm cỏ biển Wooramel rộng 103.000 hécta (250.000 mẫu Anh) là thảm cỏ biển lớn nhất giới. Nó cũng là nơi có số lượng loài cỏ biển lớn nhất từng được ghi nhận tại một nơi với 12 loài, trong đó có 9 loài trong một khu vực. Cỏ biển là một phần quan trọng của môi trường vịnh khi nó nâng đáy biển làm cho vịnh nông hơn, cùng với đó là nguồn thức ăn quan trọng của Cá cúi và môi trường sống cho nhiều loài sinh vật biển khác. Do khí hậu tại vịnh Shark khô nóng nên lượng bốc hơi hàng năm vượt quá lượng mưa. Do đó, nước biển tại các bãi cạn trở lên cô đặc muối. Cỏ biển hạn chế dòng thủy triều chảy qua khu vực vịnh, ngăn thủy triều làm loãng nước biển, chính vì thế mà nước trong vịnh mặn gấp 1,5-2 lần so với bên ngoài.

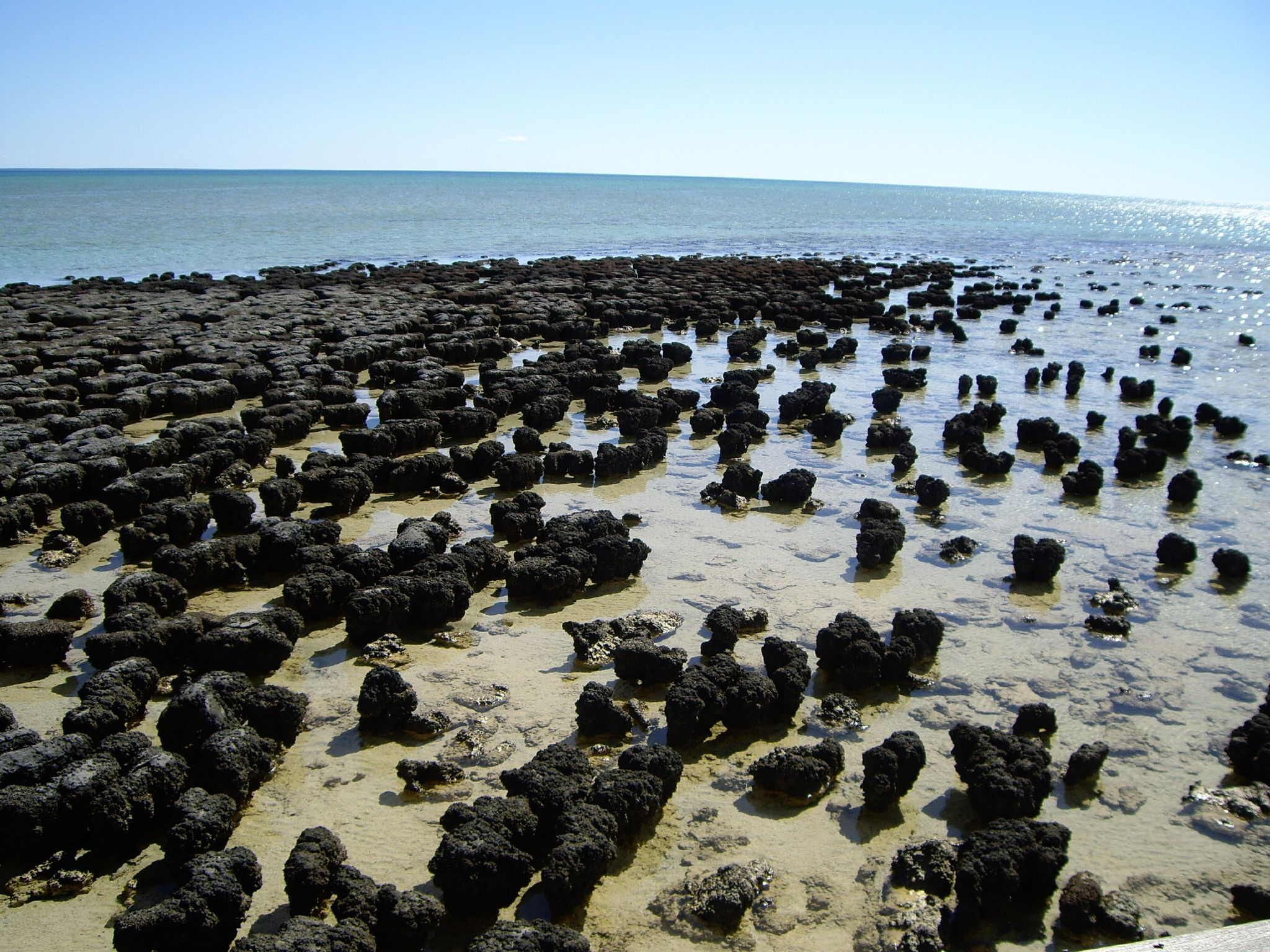
Stromatolit tại Hamelin Pool là những cấu trúc cổ được xây dựng bởi vi khuẩn.

### Stromatolit
Dựa trên tốc độ tăng trưởng, người ta tin rằng khoảng 1.000 năm trước vi khuẩn lam đã bắt đầu hình thành những Stromatolit ở Hamelin Pool và Hamelin nằm ở phía nam vịnh. Nó được cho là những dấu hiệu sự sống sớm nhất trên Trái Đất với các Stromatolit hóa thạch có niên đại 3,5 tỷ năm trước tại Marble Bar, Tây Úc. Chúng lần đầu tiên được xác định vào năm 1956 tại Hamelin Pool là một loài sống, trước đó chỉ được biết đến trong hồ sơ hóa thạch. Hamelin Pool chứa các ví dụ phong phú nhất về các dạng stromatolit sống trên thế giới. Các địa điểm mới gần đây tại Hồ Clifton và Thetis đã giúp đưa ra giả thuyết về việc stromatolit có chứa dạng diệp lục mới được gọi là Diệp lục f.

## Khu vực
Khu vực được công nhận Di sản thế giới bao gồm các công viên, khu bảo tồn quốc gia, bán đảo, vịnh và đảo.

### Khu bảo tồn và vườn quốc gia
- Đảo Bernier
- Đảo Dorre
- Đảo Charlie
- Vườn quốc gia Francois Peron
- Đảo Friday

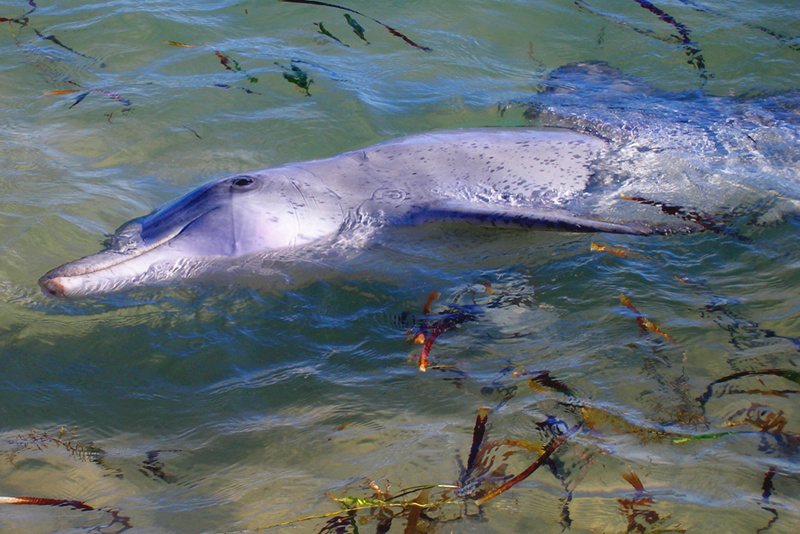
Cá heo tại Monkey Mia

- Khu bảo tồn thiên nhiên biển Hamelin Pool
- Điểm nước cao thấp Hamelin Pool/Đảo Đông Faure

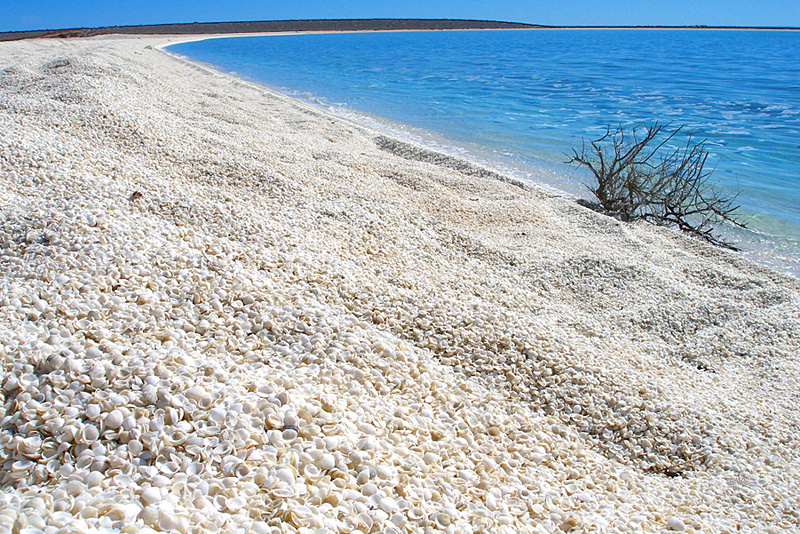
Bãi biển Shell.

- Đảo Koks
- Monkey Mia
- Công viên biển Vịnh Shark

- Bãi biển Shell
- Quần đảo Small
- Khu bảo tồn thiên nhiên Zuytdorp

### Vịnh
- Hamelin Pool
- Vũng Henri Freycinet
- L'Haridon Bight

### Các đảo
- Đảo Bernier
- Đảo Dirk Hartog
- Đảo Faure

### Bán đảo
- Bellefin Prong
- Heirisson Prong
- Bán đảo Carrarang
- Bán đảo Peron